# Еллісон Фелікс
Еллісон Мішель Фелікс (англ. Allyson Michelle Felix, нар. 18 листопада 1985) — американська легкоатлетка, спринтерка, багаторазова  чемпіонка та призерка Олімпійських ігор та чемпіонатві світу в спринтерських дисциплінах на дистанціях 200 та 400 метрів, а також естафетах.
З-поміж усіх американських легкоатлетів Еллісон Фелікс виграла найбільшу кількість золотих медалей та медалей загалом на світових першостях (Олімпійських іграх та чемпіонатах світу).
На чемпіонаті світу-2019 американка здобула два «золота» світових першостей: в змішаній естафеті 4×400 метрів, ставши співавтором (разом з Вілбертом Лондоном, Кортні Около та Майклом Черрі) світового рекорду в цій дисципліні, та в жіночій естафеті 4×400 метрів.
Медаль Фелікс на Олімпійських Іграх у Токіо стала десятою. Завдяки цьому вона стала першою легкоатлеткою в історії, якій вдалося виграти десять медалей на Олімпіадах .

## Виступи на Олімпіадах
| Олімпіада           | Дисципліна   | Місце |
| ------------------- | ------------ | ----- |
| 2004 Афіни          | 200 метрів   | 2     |
| 2008 Пекін          | 200 метрів   | 2     |
| 2008 Пекін          | 4×400 метрів | 1     |
| 2012 Лондон         | 100 метрів   | 5     |
| 2012 Лондон         | 200 метрів   | 1     |
| 2012 Лондон         | 4×100 метрів | 1     |
| 2012 Лондон         | 4×400 метрів | 1     |
| 2016 Ріо-де-Жанейро | 400 метрів   | 2     |
| 2016 Ріо-де-Жанейро | 4×100 метрів | 1     |
| 2016 Ріо-де-Жанейро | 4×400 метрів | 1     |
| 2020 Токіо          | 400 метрів   | 3     |
| 2020 Токіо          | 4×400 метрів | 1     |